# Stealth Inc 2: A Game of Clones
Stealth Inc 2: A Game of Clones — двухмерная компьютерная игра в жанре платформера и стелса, разработанная Curve Digital. Игра является продолжением Stealth Bastard Deluxe с различными механиками, включающими в себя разделы головоломок. Игра была выпущена на платформе Wii U 30 октября 2014 года. Версии игры для PlayStation 3, PlayStation 4, PlayStation Vita, Xbox One и Microsoft Windows были выпущены в апреле 2015 года. 
Игра получила преимущественно положительные отзыв критиков. На сайте-агрегаторе Metacritic средняя оценка игры составляет 82 из 100, на сайте-агрегаторе OpenCritic — 80 из 100, а на GameRankings рейтинг составил 83,93 %.

## Геймплей
Stealth Inc 2: A Game of Clones это головоломка-платформер. Игра вращается вокруг клонов в очках, в которой игрок берет под контроль несколько клонов. Игроки исследуют клонирующий объект, в котором они родились, получая оборудование, чтобы открывать новые области по мере продвижения. Игра использует Wii U GamePad несколькими способами, включая управление навыками и инструментами, чтобы скрыть главного игрока. Игра вращается вокруг работы с различным оборудованием для решения головоломок, в отличие от первой игры, где были только очки. Игра включает редактор уровней с возможностями обмена уровнями между игроками. Игра использует Miiverse, предоставляя игрокам возможность публиковать сообщения, которые будут появляться на стенах в основной игре.

## Сюжет
Клон сбегает из испытательного центра и находит причину существования клонов.

## Разработка
| Системные требования | Системные требования               | Системные требования               |
| -------------------- | ---------------------------------- | ---------------------------------- |
|                      | Минимальные                        | Рекомендуемые                      |
| Windows              |                                    |                                    |
| ОС                   | Windows 7 или выше                 | Windows 7 или выше                 |
| ЦПУ                  | Intel Core 2 Quad 2.40 ГГц         | Intel Core 2 Quad 2.40 ГГц         |
| Объём ОЗУ            | 3 GB ОЗУ                           | 3 GB ОЗУ                           |
| Место на диске       | 410 MB                             | 410 MB                             |
| Видеокарта           | Nvidia GTS 275 с DirectX версии 10 | Nvidia GTS 275 с DirectX версии 10 |

## Приём
| Сводный рейтинг    | Сводный рейтинг             |
| Агрегатор          | Оценка                      |
| ------------------ | --------------------------- |
| GameRankings       | Wii U: 83,93 % PS4: 72,60 % |
| Metacritic         | 82/100                      |
| OpenCritic         | 80/100                      |
| Иноязычные издания |                             |
| Издание            | Оценка                      |
| Eurogamer          | 6/10                        |
| IGN                | 8.5/10                      |
| Nintendo Life      | [ 12 ]                      |
| Digital Spy        | [ 13 ]                      |
| Hardcore Gamer     | 4/5                         |

Предрелизный приём был положительным. Nintendo Life похвалила игру за её уникальный игровой процесс и посчитала её ценным дополнением к eShop Wii U.
После релиза игра получила преимущественно положительные отзывы. Средний рейтинг игры составляет 83,93 % на GameRankings на основе 14 обзоров и 82/100 на Metacritic на основе 21 обзора.
Томас Уайтхед из Nintendo Life дал игре оценку 9/10, назвав игру более расширенным опытом, чем её предшественница. Он также похвалил удовлетворительный сюжет игры, хорошо проработанные уровни, сложный игровой процесс, подробный редактор уровней, а также кооперативный многопользовательский режим, который, по его словам, «уникально использует GamePad». Он подвел итог обзора, сказав, что «Stealth Inc 2: A Game of Clones — это жемчужина от Curve Studios и одна из лучших загружаемых игр на Wii U.»
Скотт Томпсон из IGN дал игре оценку 8,5/10, похвалив добавление таблицы лидеров, которая увеличивает ценность повторного прохождения игры. Чувство юмора, дизайн головоломок и прогресс также заслуживают похвалы. Он подвел итог обзора, сказав, что «Stealth Inc 2 не просто отличается от игр, которые на неё повлияли; она выделяется как одна из лучших игр, доступных в eShop».
Крис Шиллинг из Eurogamer более негативно отозвался об игре. Он отметил, что играть в игру неприятно, и что в игре слишком много моментов «проб и ошибок». Он также раскритиковал цветовой тон игры и систему контрольных точек. Он сравнил игру с Mark of the Ninja, Toki Tori 2 и Splosion Man и заявил, что игра «слишком требовательна и слишком трудоёмка».
По состоянию на 3 апреля 2015 года игру скачали более 1 миллиона раз. Летом 2018 года, благодаря уязвимости в защите Steam Web API, стало известно, что точное количество пользователей сервиса Steam, которые играли в игру хотя бы один раз, составляет 261 792 человека.